# Žiželice u Žatce
Žiželice (deutsch Schießelitz) ist eine Gemeinde in Tschechien. Sie liegt vier Kilometer nördlich von Žatec und gehört zum Okres Louny.

## Geographie
Žiželice befindet sich im Nordböhmischen Becken in der Talmulde des Flüsschens Hutná (Saubach). Nördlich erhebt sich die Kněžská hůrka (Kirchberg, 289 m), im Nordosten der Janský vrch (Johannesberg, 286 m) und im Südwesten die Vinohrady (Weinberg, 285 m). Im Norden liegt die Kippe des früheren Braunkohlenbergwerkes Vysočany, nordöstlich das Industriegebiet Triangle. Durch die Gemeinde führt die Staatsstraße I/24 von Žatec nach Most. Sie kreuzt sich nördlich von Žiželice an der Abfahrt 66 mit der Staatsstraße I/7 zwischen Louny und Chomutov, die auf dem Abschnitt entlang des Industriegebietes Triangle zur Schnellstraße R 7 ausgebaut worden ist.
Nachbarorte sind Vysočany, Škrle und Zálezly im Norden, Velemyšleves, Truzenice, Minice, Nehasice und Tatinná im Nordosten, Bitozeves im Osten, Zámeček und Staňkovice im Südosten, Velichov im Süden, Záhoři im Südwesten, Stroupeč, Stroupeček, Přívlaky und Stranná im Westen sowie Hořetice und Hrušovany im Nordwesten.

## Geschichte
Erstmals schriftlich erwähnt wurde das Dorf im Jahre 1318 als Sitz des Vladiken Beneš von Žiželice. Später erwarb es der Saazer Kürschner Otlín. In der zweiten Hälfte des 14. Jahrhunderts erfolgte eine Aufteilung in mehrere Güter, die zunächst verschiedenen Bürgern von Saaz gehörten. Zu den weiteren Besitzern gehörten Jan Pytlík von Zvoleněves und Václav von Solopysk.
Der obere Anteil wurde zu Beginn des 16. Jahrhunderts an die Herrschaft Winteritz angeschlossen. Apel von Vitzthum auf Schönburg, wurde 1531 wegen Falschmünzerei des Landes verwiesen und seine Güter eingezogen. im Jahr darauf wurde Albrecht Schlick von Passaun Besitzer dieses Teils.
Den anderen Anteil mit dem Dorf und dem Teich Nadýmač erwarb der Rat zu Saaz 1555 von Jaroslav von Vřesovice. Dieser knüpfte daran die Bedingung, dass die Stadt für Fürsorge über sämtliche Waisen von Žiželice übernahm. Ihn erwarb zum Ende des 16. Jahrhunderts Joachim Hora von Ocelovice. Er erbaute im Tal des Saubaches eine Feste. Žiželice gehörte durch seine begünstige Lage zu den reichsten Dörfern der Saazer Landes und seine Hopfenbauern betrieben auch Geldverleih. 1615 verkaufte Hora die Feste mit dem Dorf und einer wüsten Mühle an Erasmus von Steinbach. Vor dem Dreißigjährigen Krieg erwarb der Saazer Bürgermeister Maximilian Hošťálek von Javořice einen Teil des Dorfes. Er wurde nach der Schlacht am Weißen Berg am 21. Juni 1621 auf dem Altstädter Ring in Prag geköpft. Die Feste und das Dorf erhielt 1623 Franz Clary da Riva.
In der berní rula von 1654 sind für Žiželice 19 Anwesen ausgewiesen, davon zwölf Bauern und fünf Beisassen sowie zwei wüst liegende. Die Feste war erloschen. Žiželice gehörte zu dieser Zeit anteilig fünf unterschiedlichen Besitzern und war gemischtsprachig besiedelt. Ein Teil des Dorfes war in der Zeit von 1694 bis 1704 unter den Grafen Kolowrat-Krakowsky an das Gut Bielenz angeschlossen. Seit der Mitte des 18. Jahrhunderts waren 38 Häuser von Žiželice zum Gut Horatitz gehörig, und acht zur Stadt Saaz. 1796 wurde eine Dorfschule eingerichtet. 1828 bestand das Dorf aus zwei herrschaftlichen Höfen, einer Ziegelei, einer Schäferei und 49 Wohnhäusern.
Nach der Aufhebung der Patrimonialherrschaften bildete Schießelitz / Žiželice 1850 eine Gemeinde im Bezirk Saaz. Der Ort hatte 355 Einwohner. In den Jahren 1886, 1895 und 1901 war Schießelitz von starken Hochwassern des Saubaches betroffen. 1892 wurde ein neues Schulhaus eingeweiht. 1894 entstand ein Friedhof. Im Jahre 1900 lebten in den 62 Häusern von Schießelitz 434 Menschen. Zwischen 1902 und 1904 wurde bei Schießelitz im Tiefbau Braunkohle abgebaut, aber wegen Unrentabilität wieder eingestellt. 1918 lebten in dem Dorf 347 Deutsche und 59 Tschechen. 1919 entstand eine tschechische Minderheitenschule. 1924 wurde durch den Leiter des Saazer Stadtmuseums Max Wurdinger in der Sandgrube am Neuhof ein reich ausgestattetes Körpergrab einer Frau aus dem 4. Jahrhundert aufgefunden. Der Fund wurde international als Fürstinnengrab von Schießelitz bekannt. 1930 hatte die Gemeinde Schießelitz 417 Einwohner.
Nach dem Münchner Abkommen wurde der Ort 1938 dem Deutschen Reich zugeschlagen und gehörte bis 1945 zum Landkreis Saaz. 1939 lebten in der Gemeinde 364 Menschen. Nach dem Ende des Zweiten Weltkrieges kam Žiželice zur Tschechoslowakei zurück und die deutsche Bevölkerung wurde vertrieben.
Seit 1961 gehört Žiželice zum Okres Louny, zugleich wurde Hořetice eingemeindet. 1971 wurde Hořetice wieder eigenständig. Im Jahre 1981 erfolgte die Eingemeindung von Velemyšleves und Hořetice (mit Přívlaky, Stroupeč und Stroupeček). Velemyšleves bildet seit 1990 wieder eine eigene Gemeinde.
Auf dem früheren Armeeflugplatz Žatec begann ab 2002 die Errichtung des 365 ha großen Industriegebietes Triangle, in dem bisher Niederlassungen der japanischen Unternehmen IPS Alpha Technology Europe und Hitachi Home Electronics entstanden. Unter dem Namen Průmyslová zóna Triangle wurde es zum Ortsteil von Velemyšleves und Staňkovice.

## Gemeindegliederung
Die Gemeinde Žiželice besteht aus den Ortsteilen Hořetice (Horatitz), Přívlaky (Pröhlig), Stroupeč (Straupitz) und Žiželice (Schießelitz), die zugleich auch Katastralbezirke bilden. Zu Žiželice gehört die  Einschicht Stroupeček (Klein Straupitz).

## Sehenswürdigkeiten
- Kapelle Mariä Heimsuchung aus dem Jahre 1660. Sie wurde 1882, 1928 und 1970 instand gesetzt
- Kirche des hl. Laurentius in Hořetice
- Naturdenkmal Stroupeč, der steile Südhang zum Egertal über dem gleichnamigen Dorf wurde wegen zahlreicher Arten wärmeliebender Insekten geschützt. In der Hanglage wachsen zudem ein Rüster und elf geschützte Eichen, die ein Alter von bis zu 500 Jahren haben.

## Söhne und Töchter der Gemeinde
- Joseph Carl Bernard (1780–1850), österreichischer Journalist und Librettist, geboren in Horatitz
- Karl Mocker (1905–1996), deutscher Politiker, geboren in Horatitz